# Chase Elliott
William Clyde "Chase" Elliott II, född 28 november 1995 i Dawsonville i Georgia, är en amerikansk professionell stockcarförare. Elliott vann Nascar Cup Series 2020.
Chase Elliott kör bil #9, en Chevrolet Camaro ZL1 för Hendrick Motorsports på heltid i Nascar Cup Series samt bil #88 För JR Motorsports och bil #23 för GMS Racing på deltid i Xfinity Series. Elliot vann som rookie Nascar Nationwide Series 2014 (nuvarande Xfinity Series) och blev 2016 utsedd till Nascar Sprint Cup Rookie of the Year. Första cup-segern kom 5 augusti 2018 på Watkins Glen International i loppet Go Bowling at The Glen. Han är son till Bill Elliott som vann Nascar-cupen 1988, och har samma bilnummer (#9) som hans far hade under större delen av sin karriär.